# Fundeni (Călărași)
Fundeni è un comune della Romania di 4 881 abitanti, ubicato del distretto di Călărași, nella regione storica della Muntenia.